# يو إس إس جورج بوش الأب
يو إس إس جورج بوش الأب (CVN-77): حاملة طائرات أمريكية تابعة لبحرية الولايات المتحدة و مسماة على اسم الرئيس الأمريكي الـ41 جورج هربرت واكر بوش. و بلغت تكلفة بنائها 6.2$ مليار دولار أمريكي. و يطلق عليها اسم المنتقم لإن المنتقم كان الاسم السري للتكلم باللاسلكي الرئيس الأمريكي الـ41 جورج هربرت واكر دبليو بوش عندما كان طياراً في الحرب العالمية الثانية.

## شعار يو إس إس جورج بوش الأب
تم تصميم الشعار ليناسب التسمية حيث أنه توجد 41 نجمة بيضاء وهو ترتيب الرئيس جورج بوش الأب و هناك طائرات تمثل مركزه في البحرية حيث كان الرئيس جورج بوش الأب طياراً لبحرية الولايات المتحدة خلال الحرب العالمية الثانية. و صورة حاملة الطائرات يمثل حاملة الطائرات يو إس إس جورج بوش الأب بنفسها ويمثل أيضاً القوة الأمريكية. و الخطوط الزرقاء في الخلفية تمثل تفكير الرئيس جورج بوش الأب ومقولته الشهيرة التي قال فيها أن الشعب الأمريكي يعرف أن الولايات المتحدة الأمريكية فوق الجميع. و أخراً جملة (Freedom At Work) أو (العمل بالحرية) مأخوذة من خطابه المشهور بعد فوزه برئاسة الولايات المتحدة الأمريكية عندما قال:«نحن نعلم ما الذي يعمل، الحرية، نعم الحرية تعمل، الحرية هي الحل الصحيح والوحيد».

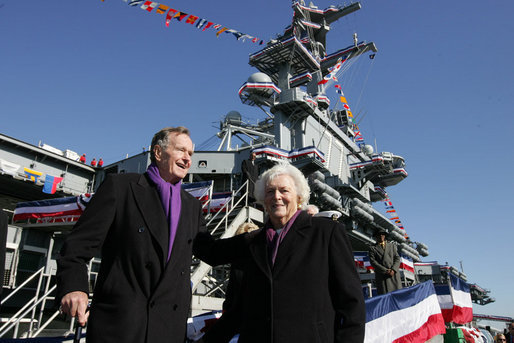
الرئيس جورج بوش الأب و زوجته باربارا بوش يفتتحان حاملة الطائرات الحاملة اسمه سنة 2009

## التاريخ
تم تدشينها سنة 2009 في احتفال بحضور الرئيس جورج بوش الأب الذي سميت حاملة الطائرات باسمه مع زوجته وبالإضافة إلى حضور شخصيات سياسية وعسكرية و الناس المدنيين المهمة.
كانت أول مهمة لحاملة الطائرات الأمريكية يو إس إس جورج بوش الأب بتاريخ 11 مايو 2011 حيث تم إرسالها للمشاركة بالتدريبات السنوية المشتركة بين البحرية الأمريكية و البحرية الملكية البريطانية حيث تقام هذه التدريبات سنوياً. و بعد ذلك وبتاريخ 23 أغسطس 2011 تم إرسال حاملة الطائرات يو إس إس جورج بوش الأب إلى بحر العرب برفقة الأسطولين الخامس والسادس و بقت هنالك لمدة سبعة أشهر لتعود بعدها إلى الميناء البيت في ولاية فيرجينيا الأمريكية.

## اقرأ أيضا
- يو إس إس جيرالد فورد